# 美國忍者
《美國忍者》（英語：American Ninja）是一部1985年上映的美國武打動作片，由山姆·福斯坦保執導，麥可·杜迪考夫擔任主演。該片在美國1985年8月30日上映，取得成功的票房。續集《美國忍者2：戰鬥人》於1987年推出。

## 劇情
故事敘述美國二兵喬·阿姆斯壯在一場恐怖劫機事件中擊退了惡徒并且救出長官的女兒，其高超的武功就連自己都不知從何而來。之後喬試圖解開使自己的身世之謎，為此得知自己原來曾向東方的大師學過忍者武功，但卻失去了记忆。在了解自己是誰之餘，敵對勢力黑星忍者們再度現身，為此喬必須利用自己的長處去抵抗敵人。

## 演員
| 演員          | 角色                                         |
| 麥可·杜迪考夫 | 喬·阿姆斯壯二兵（Pvt. Joe Armstrong）        |
| 史提夫·詹姆斯 | 柯帝斯·傑克森下士（Cpl. Curtis Jackson）     |
| 茱蒂·亞朗森   | 派翠西婭·希科克（Patricia Hickock）          |
| Guich Koock   | 威廉·T·希科克上校（Col. William T. Hickock） |
| 山下正        | 黑星忍者（Black Star Ninja）                 |

## 反響
《美國忍者》獲得的評價褒貶不一。爛番茄新鮮度僅0%，基於5條評論，平均分為2.6/10。IMDB得分為5.4/10。

## 續集
- 《美國忍者2：戰鬥人（英语：American Ninja 2: The Confrontation）》（1987年）
- 《美國忍者3：獵血（英语：American Ninja 3: Blood Hunt）》（1989年）
- 《美國忍者4：殲滅（英语：American Ninja 4: The Annihilation）》（1990年）
- 《美國忍者5（英语：American Ninja V）》（1993年）

## 外部連結
- 互联网电影数据库（IMDb）上《美國忍者》的资料（英文）
- AllMovie上《美國忍者》的资料（英文）